# Municipio de Johnsonville (Minnesota)
El municipio de Johnsonville (en inglés: Johnsonville Township) es un municipio ubicado en el condado de Redwood en el estado estadounidense de Minnesota. En el año 2010 tenía una población de 152 habitantes y una densidad poblacional de 1,6 personas por km².

## Geografía
El municipio de Johnsonville se encuentra ubicado en las coordenadas 44°19′9″N 95°25′14″O / 44.31917, -95.42056. Según la Oficina del Censo de los Estados Unidos, el municipio tiene una superficie total de 94.73 km², de la cual 94,47 km² corresponden a tierra firme y (0,28 %) 0,26 km² es agua.

## Demografía
Según el censo de 2010, había 152 personas residiendo en el municipio de Johnsonville. La densidad de población era de 1,6 hab./km². De los 152 habitantes, el municipio de Johnsonville estaba compuesto por el 99,34 % blancos, el 0,66 % eran afroamericanos. Del total de la población el 0 % eran hispanos o latinos de cualquier raza.